# Communisme coréen
 (juillet 2023).
La mise en forme du texte ne suit pas les recommandations de Wikipédia : il faut le « wikifier ».
Les points d'amélioration suivants sont les cas les plus fréquents. Le détail des points à revoir est peut-être précisé sur la page de discussion.
- Les titres sont pré-formatés par le logiciel. Ils ne sont ni en capitales, ni en gras.
- Le texte ne doit pas être écrit en capitales (les noms de famille non plus), ni en gras, ni en italique, ni en « petit »…
- Le gras n'est utilisé que pour surligner le titre de l'article dans l'introduction, une seule fois.
- L'italique est rarement utilisé : mots en langue étrangère, titres d'œuvres, noms de bateaux, etc.
- Les citations ne sont pas en italique mais en corps de texte normal. Elles sont entourées par des guillemets français : « et ».
- Les listes à puces sont à éviter, des paragraphes rédigés étant largement préférés. Les tableaux sont à réserver à la présentation de données structurées (résultats, etc.).
- Les appels de note de bas de page (petits chiffres en exposant, introduits par l'outil «  Source ») sont à placer entre la fin de phrase et le point final[comme ça].
- Les liens internes (vers d'autres articles de Wikipédia) sont à choisir avec parcimonie. Créez des liens vers des articles approfondissant le sujet. Les termes génériques sans rapport avec le sujet sont à éviter, ainsi que les répétitions de liens vers un même terme.
- Les liens externes sont à placer uniquement dans une section « Liens externes », à la fin de l'article. Ces liens sont à choisir avec parcimonie suivant les règles définies. Si un lien sert de source à l'article, son insertion dans le texte est à faire par les notes de bas de page.
- La présentation des références doit suivre les conventions bibliographiques. Il est recommandé d'utiliser les modèles {{Ouvrage}}, {{Chapitre}}, {{Article}}, {{Lien web}} et/ou {{Bibliographie}}. Le mode d'édition visuel peut mettre en forme automatiquement les références.
- Insérer une infobox (cadre d'informations à droite) n'est pas obligatoire pour parachever la mise en page.

Pour une aide détaillée, merci de consulter Aide:Wikification.
Si vous pensez que ces points ont été résolus, vous pouvez retirer ce bandeau et améliorer la mise en forme d'un autre article.
Le mouvement communiste en Corée est apparu en tant que mouvement politique au début du XXe siècle. Bien que le mouvement ait joué un rôle mineur dans la politique d'avant-guerre, la division entre la Corée du Nord communiste et la Corée du Sud anticommuniste en est venue à dominer la vie politique coréenne après la Seconde Guerre mondiale. La Corée du Nord (officiellement la république populaire démocratique de Corée) reste un État Jucheiste sous le règne du Parti des travailleurs de Corée. En Corée du Sud, la loi sur la sécurité nationale a été utilisée pour criminaliser la défense du communisme et des groupes soupçonnés de s'aligner sur la Corée du Nord. En raison de la fin de l'aide économique de l'Union soviétique après sa dissolution en 1991, en raison de l'application idéologique peu pratique des politiques staliniennes en Corée du Nord au cours des années de ralentissement économique dans les années 1980 et de recul au cours des années 1990. La Corée continue de défendre théoriquement le communisme, mais a remplacé le marxisme-léninisme par l'idée du Juche. Les références au communisme ont été supprimées dans les révisions constitutionnelles nord-coréennes de 1992 et 1998 pour faire place au culte de la personnalité de la dictature familiale de Kim et à la réforme (certes réticente) de l'économie de marché nord-coréenne . Le Parti des travailleurs de Corée sous la direction de Kim Jong Un a par la suite reconfirmé son engagement en faveur de l'établissement d'une société communiste, mais le marxisme orthodoxe a depuis été largement mis en avant en faveur du « socialisme à notre manière ». Officiellement, la RPDC conserve toujours une économie dirigée avec un contrôle étatique complet de l'industrie et de l'agriculture. La Corée du Nord maintient des exploitations agricoles collectivisées, et l'éducation et les soins de santé sont financés par l'État.

## Histoire

### Début du communisme coréen
Alexandra Kim, une Coréenne ayant vécu en Russie, est parfois considérée comme la première communiste coréenne. Elle avait rejoint les bolcheviks en 1916. En 1917, Vladimir Lénine l'envoie en Sibérie pour y mobiliser les Coréens contre les forces anti-révolutionnaires et les forces expéditionnaires alliées. À Khabarovsk, Kim était chargée des relations extérieures au département d'Extrême-Orient du Parti. Elle y rencontre Ri Dong Yi, Kim Yeong et d'autres militants pour l'indépendance de la Corée. Ils ont formé le Parti socialiste populaire coréen, le premier parti communiste de Corée, le 28 juin 1918,..

### Fondation du Parti communiste de Corée
Le Parti communiste de Corée a été fondé lors d'une réunion secrète à Séoul en 1925. Les leaders du parti étaient Kim Yong-bom et Pak Hon-yong. Le parti est devenu la section coréenne de l'Internationale communiste lors du 6e congrès de l'Internationale en août-septembre 1928.Cependant, après seulement quelques mois en tant que branche coréenne du Comintern, les querelles de factions qui duraient depuis sa formation ont conduit le Comintern à dissoudre le Parti communiste de Corée en décembre de la même année,. Cependant, le parti a continué d'exister à travers diverses cellules du parti. Certains communistes coréens se sont exilés en Chine, où ils ont participé aux premières années du Parti communiste chinois. Au début des années 1930, les communistes coréens et chinois ont commencé une activité de guérilla contre les forces japonaises.

### Fin de la Seconde Guerre mondiale
Après la libération en 1945, la situation des communistes coréens a considérablement changé. Dans le Sud, le chef du Parti communiste Pak Hon-yong, qui avait été un combattant de la résistance, est devenu actif à Séoul à sa libération en 1945. Il réorganise un comité central, dont il devient le secrétaire. Étant basé à Séoul, son groupe avait des contacts limités avec les Soviétiques du nord.
L'Armée rouge soviétique a libéré la Corée du Nord en août 1945. À l'époque, il y avait très peu de cadres communistes dans le Nord. Les Soviétiques ont commencé à compter en grande partie sur les communistes exilés qui sont retournés en Corée à la fin de la Seconde Guerre mondiale ainsi que sur les Coréens de souche qui faisaient partie de l'importante communauté coréenne en URSS. Kim Il-sung est devenu une figure éminente du parti dans les régions du nord. Après ses années en tant que chef de la guérilla, Kim Il-sung avait déménagé en Union soviétique et était devenu capitaine dans l'Armée rouge. Son bataillon est arrivé à Pyongyang au moment où les Soviétiques cherchaient une personne appropriée qui pourrait assumer un rôle de premier plan en Corée du Nord.
Le 13 octobre 1945, le Bureau nord-coréen du Parti communiste coréen a été créé. Bien que techniquement sous le contrôle de la direction du parti basée à Séoul, le Bureau nord-coréen avait peu de contacts avec Séoul et travaillait en étroite collaboration avec l' Autorité civile soviétique . Le premier président du Bureau était Kim Yong-bom, qui avait été envoyé en Corée par le Komintern dans les années 1930 pour mener des activités clandestines. Kim Il-sung était membre du Bureau lors de sa fondation et a remplacé Kim Yong-bom en tant que président en décembre 1945. Les historiens officiels nord-coréens ont ensuite contesté cela, affirmant que Kim Il-sung était devenu son président dès le début du Bureau. De plus, des sources officielles nord-coréennes affirment que la réunion s'est tenue le 10 octobre. Le 10 octobre est considéré comme la « Journée de la fondation du parti » en Corée du Nord, au cours de laquelle Kim Il-sung a formé le premier véritable parti communiste du pays. Les historiens officiels nord-coréens ont tendance à chercher à minimiser le rôle des premiers dirigeants communistes comme Pak Hon-yong. Des sources officielles nord-coréennes affirment que le nom du Bureau a été changé en «Comité d'organisation du Parti communiste de Corée du Nord» (souvent simplement appelé « Parti communiste de Corée du Nord »).
Le 22 juillet 1946, le Bureau de la Corée du Nord s'est joint au Nouveau Parti populaire, au Parti démocrate et au Parti chondoïste Chongu (partisans d'un mouvement religieux influent) pour former le Front démocratique uni de la patrie nord-coréenne.

### Formations de partis ouvriers séparés
Le 29 juillet 1946, le Nouveau Parti populaire et le Bureau de la Corée du Nord ont tenu une réunion plénière conjointe des Comités centraux des deux partis et sont convenus de fusionner en une seule entité. Une conférence fondatrice du Parti des travailleurs de Corée du Nord s'est tenue du 28 au 30 août. Kim Tu-bong, le chef du Parti du nouveau peuple, a été élu président du parti. Les vice-présidents du parti étaient Chu Nyong-ha et Kim Il-sung. Au moment de sa création, le parti comptait environ 366 000 membres organisés dans environ 12 000 cellules du parti,.
Le Bureau nord-coréen du Parti communiste de Corée et le Nouveau Parti populaire ont ensuite fusionné en un seul parti. Le Nouveau Parti populaire avait un nombre important d'intellectuels alors que le Parti communiste était principalement basé parmi les ouvriers et les paysans. De plus, les communistes coréens avaient été criblés de divergences internes et différentes fractions communistes étaient présentes dans le nouveau parti unifié. Au moment de la fondation du nouveau parti, des discussions ont émergé sur le rôle du marxisme-léninisme comme fondement idéologique du parti. Lors du congrès inaugural du parti, Kim Il-sung a déclaré que « ... le Parti des travailleurs est une unité de combat et l'avant-garde des masses laborieuses. Nous devons lutter de toutes nos forces pour maintenir la pureté, l'unité et la discipline de fer du Parti. Si nous devions combattre l'ennemi sans remplir ces conditions dans nos rangs, ce ne serait rien de moins que de la folie », plaidant en faveur du maintien d'une orientation marxiste-léniniste.
Le reste du Parti communiste de Corée, toujours en activité dans les régions du sud, travaillait sous le nom de Parti communiste de Corée du Sud. Le parti a fusionné avec le Nouveau Parti populaire de Corée du Sud et la fraction du Parti populaire de Corée (les soi-disant quarante-huit), fondant le Parti des travailleurs de Corée du Sud le 23 novembre 1946.
Le Parti des travailleurs de Corée du Sud a été interdit dans le Sud, mais le parti a organisé un réseau de cellules clandestines et a pu obtenir une suite considérable. Il comptait environ 360 000 membres du parti. Le mouvement syndical clandestin, le All Korea Labour Union, était lié au parti. En 1947, le parti a lancé une guérilla armée. Au fur et à mesure que la persécution du parti s'intensifiait, de larges sections de la direction du parti s'installèrent à Pyongyang. Le parti était opposé à la formation d'un État sud-coréen. En février-mars 1948, il déclencha des grèves générales contre les projets de création d'un État sud-coréen séparé. Le 3 avril 1948, le parti mène un soulèvement populaire sur l'île de Jeju, contre la déclaration unilatérale de fondation de la république de Corée. Lors de la répression de la révolte, des milliers d'insulaires ont été tués (voir massacre de Jeju).

### Conflit entre factions
À l'époque, il y avait quatre tendances ou factions distinctes au sein du Parti des travailleurs de Corée du Nord.
- Les Coréens soviétiques, dirigés par Alexei Ivanovich Hegay[13],[14], étaient composés de vagues de Coréens de souche nés ou élevés en Russie après que leurs familles y ont déménagé à partir des années 1870. Certains d'entre eux étaient retournés secrètement en Corée en tant qu'agents communistes dans les années 1920 et 1930, mais la plupart étaient des membres de l'Armée rouge ou des civils stationnés en Corée du Nord après la Seconde Guerre mondiale. Ce groupement avait joué un rôle important dans la construction de la structure du parti du premier Parti communiste à Pyongyang juste après la Seconde Guerre mondiale[15].
- La fraction domestique était composée de communistes coréens qui n'ont jamais quitté le pays mais se sont engagés dans l'armée de l'indépendance. Les membres éminents de cette fraction étaient O Ki-sop, Chong Tal-hyon, Yi Chu-ha, Chu Nyong-ha (vice-président du parti), Kim Yong-bom, Pak Chong-ae, Chang Shi-u et Yi Chu. -yon[11]. Ce regroupement était politiquement lié à l'ancienne direction du Parti communiste de Corée basée à Séoul, alors représentée par le Parti des travailleurs de Corée du Sud dirigé par Pak Hon-yong.
- La faction Yanan, dirigée d'abord par Mu Chong, puis par Kim Tu-bong et Choe Chang-ik, était composée d'exilés coréens qui avaient vécu dans la province chinoise du Shaanxi et avaient rejoint le Parti communiste chinois dont le siège régional était à Yanan. Ils avaient formé leur propre parti, la Ligue nord-chinoise pour l'indépendance de la Corée, et lorsqu'ils sont revenus d'exil en Corée du Nord, ils ont formé le Nouveau parti populaire. De nombreux membres de la faction Yanan avaient combattu dans les 8e et 4e nouvelles armées chinoises et avaient donc des relations étroites avec Mao Zedong.
- La faction de la guérilla, dirigée par Kim Il-sung, était composée d'anciens guérilleros coréens qui avaient été actifs en Mandchourie. Beaucoup de membres de ce groupe ont fini par fuir la Mandchourie, car leur résistance armée a été réprimée, et ont déménagé en Union soviétique où beaucoup d'entre eux, dont Kim, ont été enrôlés dans l'Armée rouge.

Les factions étaient représentées proportionnellement dans les organes dirigeants du WPNK. Dans le premier bureau politique du parti, la fraction coréenne soviétique avait trois membres, la fraction Yanan en avait six, la fraction nationale en avait deux et la fraction guérilla en avait deux. La faction de la guérilla était en fait la plus petite des fractions du Comité central, mais elle avait l'avantage d'avoir Kim Il-sung, qui dirigeait le gouvernement nord-coréen et était très influent au sein du parti. De plus, Kim Il-Sung était soutenu par l'Union soviétique.

### Création du PTC
Le 30 juin 1949, le Parti des travailleurs de Corée du Nord et le Parti des travailleurs de Corée du Sud ont fusionné, formant le Parti des travailleurs de Corée, lors d'un congrès à Pyongyang. Kim Il-sung est devenu le président du parti et Pak Hon-yong et Alexei Ivanovich Hegay sont devenus vice-présidents,,. Les autres membres du premier Politburo étaient Yi Sung-yop, Kim Sam-yong, Kim Chaek, Kim Tu-Bong, Pak Il-u et Pak Chong-ae. La plupart ont ensuite été purgés par Kim Il-sung.
Les cinq premières années du règne du WPK ont été dominées par la guerre de Corée. En octobre 1950, les forces des Nations unies avaient occupé la majeure partie de la RPDC et les dirigeants du WPK ont dû fuir vers la Chine. Mais, en novembre, les forces nord-coréennes et chinoises sont entrées en guerre et ont repoussé les forces de l'ONU, reprenant Pyongyang en décembre et Séoul en janvier 1951. En mars, les forces de l'ONU ont repris Séoul et le front a été stabilisé le long de ce qui est finalement devenu la « ligne d'armistice » permanente de 1953. Le WPK a pu rétablir son règne au nord de cette ligne.

### Lancement duJuche

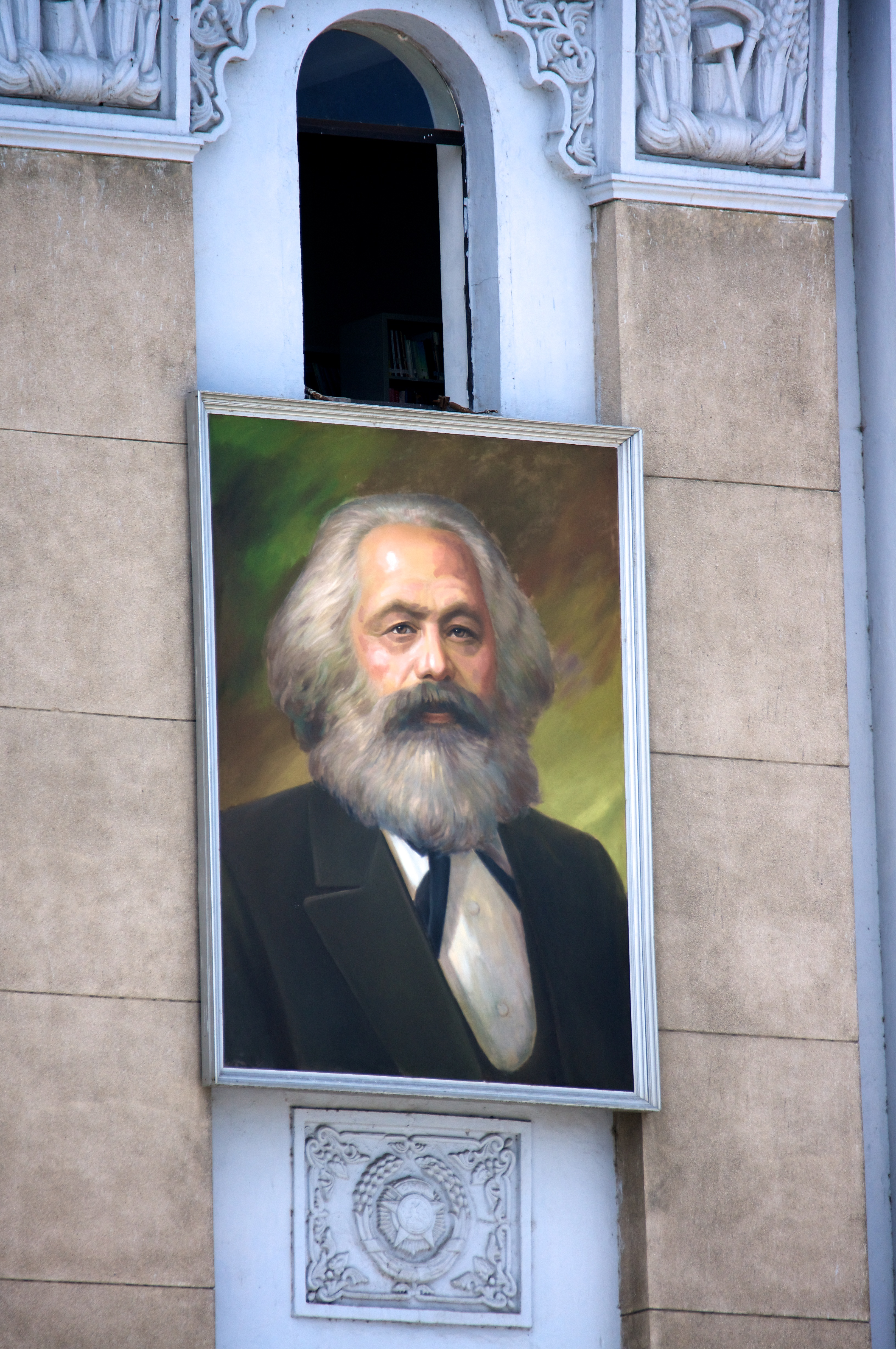
Un portrait de Karl Marx sur le mur du ministère des Relations économiques extérieurs et du Commerce extérieurs. Le communisme a été progressivement abandonné dans la politique nord-coréenne et remplacé par le Juche.

Kim Il Sung a fait du Juche un slogan dans un discours prononcé le 28 décembre 1955 et intitulé Sur l'élimination du dogmatisme et du formalisme et l'établissement du Juche dans le travail idéologique (en). Les idées du Juche ont progressivement émergé en tant que doctrine idéologique systématique sous la pression politique de la scission sino-soviétique dans les années 1960. Le mot « Juche » a également commencé à apparaître sous une forme non traduite dans des ouvrages nord-coréens en anglais à partir de 1965 environ. Kim Il Sung a exposé les trois principes fondamentaux du Juche dans son discours du 14 avril 1965 intitulé Sur l'édification du socialisme en république populaire démocratique de Corée et la révolution sud-coréenne. Ces principes sont « l'indépendance en politique » (chaju), « l'autosuffisance dans l'économie » (charip) et « l'autodéfense dans la défense nationale » (chawi).
Les idéologues et les rédacteurs de discours du WPK ont commencé à utiliser ouvertement des idées maoïstes, telles que le concept d'auto-régénération, dans les années 1950 et 1960. Les théories maoïstes de l'art ont également commencé à influencer le théâtre musical nord-coréen à cette époque. Ces développements ont eu lieu dans le contexte de la scission sino-soviétique.
Dans l'histoire officielle de la Corée du Nord, l'une des premières applications supposées du Juche est le plan quinquennal de 1956-1961, également connu sous le nom de mouvement Chollima, qui a conduit à la méthode Chongsan-ri (en) et au système de travail Taean (en). Le plan quinquennal prévoyait un développement économique rapide de la Corée du Nord, en mettant l'accent sur l'industrie lourde. Le mouvement Chollima a toutefois appliqué la même méthode de planification centralisée de l'État que le premier plan quinquennal soviétique de 1928.
En 1972, le Juche a remplacé le marxisme-léninisme dans la constitution nord-coréenne révisée en tant qu'idéologie officielle de l'État, en réponse à la scission sino-soviétique. Le Juche a néanmoins été défini comme une application créative du marxisme-léninisme. Kim Il Sung a également expliqué que le Juche n'était pas propre à la Corée du Nord et qu'en le formulant, il ne faisait que mettre l'accent sur une orientation programmatique inhérente à tous les États marxistes-léninistes.
En 2009, toutes les références au communisme ont été supprimées de la constitution nord-coréenne. Toutefois, en janvier 2021, le WPK a réaffirmé son attachement au communisme.